# CD10
CD10, también conocido como Antígeno Común de la Leucemia Linfoblástica Aguda (Common acute lymphoblastic leukemia-associated, CALLA por sus siglas en inglés), es una glicoproteína unida a la membrana ampliamente distribuida en los tejidos animales con función de hidrolasa encargada de la escisión preferencial de polipéptidos entre residuos hidrofóbicos, particularmente con fenilalanina o tirosina que posteriormente funcionarán como péptidos inflamatorios y vasoactivos.
Se encuentra en Monocitos, macrófagos, granulocitos, linfocitos y es usado para fenotipificar las leucemias por citometría de flujo.